# Can Gibert (Arenys de Munt)
Can Gibert és una masia al sud-oest del terme d'Arenys de Munt protegida com a bé cultural d'interès local. De planta basilical que consta de planta baixa, pis i golfes, que s'aixequen a la part central per sobre de la resta de cossos. La coberta és a dues aigües a la part central i a una vessant pel que fa als costats. S'accedeix a l'interior per una porta adovellada d'arc de mig punt que a ambdós costats presenta una finestra. Al primer pis hi ha tres finestres d'arcs conopials.A mitjan segle xvi la família Gibert va traslladar el seu habitatge de Torrentbó a aquesta casa situada a El Remei. En el segle xvii aquesta família perdé la casa.
Hi destaca la petita capella del Remei d'una sola nau. En la façana principal hi ha la porta d'entrada i dues finestres a cada costat, emmarcat tot amb pedra, sobre de la porta un ull de bou, per acabar la façana hi ha un campanar acabat amb arc. La coberta és a dues aigües. Està situada al costat de la casa dels propietaris, aquesta capella està dedicada a la mare de Déu del Remei, patrona del poble.